# Astochia jayarami
Astochia jayarami är en tvåvingeart som beskrevs av Joseph och Parui 1981. Astochia jayarami ingår i släktet Astochia och familjen rovflugor. Inga underarter finns listade i Catalogue of Life.